# Strangalia beierli
Strangalia beierli är en skalbaggsart som beskrevs av Giesbert 1997. Strangalia beierli ingår i släktet Strangalia och familjen långhorningar. Inga underarter finns listade i Catalogue of Life.